# آبمال (سرخس)
آبمال، روستایی است از توابع بخش مرکزی شهرستان سرخس در استان خراسان رضوی.
این روستا در  دهستان خانگیران قرار دارد و بر اساس سرشماری سال ۱۳۹۰ جمعیت آن ۷۱۵ نفر (۱۹۳ خانوار) است.